# Resolució 219 del Consell de Seguretat de les Nacions Unides
La Resolució 219 del Consell de Seguretat de les Nacions Unides, aprovada per unanimitat el 17 de desembre de 1965, després de reafirmar les resolucions anteriors sobre el tema, el Consell va ampliar l'estacionament a Xipre de la Força de les Nacions Unides pel Manteniment de la Pau a Xipre per un període de tres mesos addicionals, que acabaria el 26 de març de 1966.
La resolució va ser l'última a adoptar per 11 estats membres. L'any següent el Consell de Seguretat va augmentar a 15 membres.